# Marie Dubois

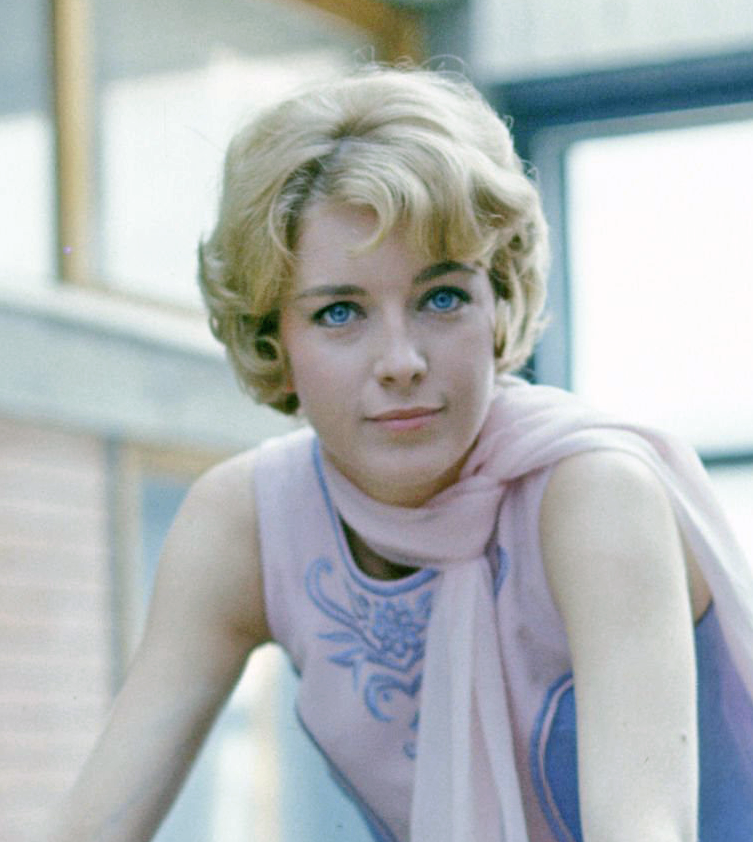
Marie Dubois în 1968

Marie Dubois (Claudine Huzé; n. 12 ianuarie 1937 - d. 15 octombrie 2014) a fost o actriță franceză. Ea a devenit cunoscută în rolul chelnăriței Lena în filmul regizorului François Truffaut, Trageți în pianist (1960). În anul următor a jucat rolul Thérèsei în filmul Jules și Jim. A fost eroina principală în comedia "Le monocle noir". Marie Dubois a fost coautor împreună cu Jacques Doniol-Valcroze și Alain Tanner. Ea s-a căsătorit în 1961 cu actorul Serge Rousseau cu care a avut o fiică.
A decedat la vârsta de 77 de ani după o lună bătălie cu scleroza multiplă.

## Filmografie
filme cinema
- 1959 Le Signe du lion de Éric Rohmer : la femme du café
- 1960 Trageți în pianist - Tirez sur le pianiste de François Truffaut : Lena
- 1961 O femeie este o femeie (Une femme est une femme), de Jean-Luc Godard : Une amie d'Angela
- 1961 Le Monocle noir de Georges Lautner : Bénédicte de Villemaur
- 1962 Jules și Jim - Jules et Jim de François Truffaut : Thérèse : la locomotive !
- 1962 L'Anglaise de Artur Ramos
- 1962 La Croix des vivants de Ivan Govar : Gisèle
- 1963 Jusqu'au bout du monde de François Villiers
- 1964 Week-end la Zuydcoote (Week-end à Zuydcoote) regia: Henri Verneuil : Hélène
- 1964 Vânătoarea de bărbați (La Chasse à l'homme), regia Édouard Molinaro : Sophie
- 1964 La Ronde de Roger Vadim : la fille
- 1964 Mata-Hari, agent H21 de Jean-Louis Richard : la jeune fille
- 1964 Vârsta ingrată (L'Âge ingrat) de Gilles Grangier : Marie Malhouin
- 1965 La Demoiselle de Saint-Florentin de Serge Korber
- 1965 Les Grandes Gueules de Robert Enrico : Jackie
- 1965 Serbările galante (Les Fêtes galantes) de René Clair : Divine
- 1966 Le Dix-Septième Ciel de Serge Korber : Marie
- 1966 Marea hoinăreală (La Grande Vadrouille) de Gérard Oury : Juliette
- 1966 Le Voleur de Louis Malle : Geneviève
- 1967 Le Rouble à deux faces de Étienne Périer
- 1968 Afurisitul de bunic (Ce sacré grand-père) de Jacques Poitrenaud : Marie
- 1968 Le Cascadeur (Stuntman) de Marcello Baldi : Yvette
- 1969 Gonflés à bloc de Ken Annakin : Pascale

- 1970 La Maison des bories de Jacques Doniol-Valcroze

- 1971 Bof… Anatomie d'un livreur de Claude Faraldo
- 1972 Les Arpenteurs de Michel Soutter : Alice
- 1972 L'Œuf de Jean Herman : Hortense
- 1973 Antoine et Sébastien de Jean-Marie Périer : Corinne
- 1973 Le Serpent de Henri Verneuil : Mrs. Walter
- 1974 Vincent, François, Paul et les autres de Claude Sautet : Lucie
- 1974 L'Escapade de Michel Soutter : Anne
- 1976 Inocentul de Luchino Visconti : La princesse
- 1976 Nuit d'or de Serge Moati : Véronique
- 1976 Du bout des lèvres de Jean-Marie Degèsves : Madame Boirin
- 1976 Les Mal Partis de Sébastien Japrisot : la mère supérieure
- 1977 La Menace de Alain Corneau : Dominique Montlaur
- 1979 Te voi face să iubești viața (Je vous ferai aimer la vie), de Serge Korber : Anielle
- 1979 Je parle d'amour de Madeleine Hartmann-Clausset : Marie
- 1979 Il y a longtemps que je t'aime de Jean-Charles Tacchella : Brigitte Dupuis

- 1980 La Petite Sirène de Roger Andrieux : Bénédicte Pélissier
- 1980 Unchiul meu din America (Mon oncle d'Amérique) de Alain Resnais : Thérèse Ragueneau
- 1982 Une femme en fuite de Maurice Rabinowicz : Mona
- 1983 Si j'avais mille ans de Monique Enckell
- 1983 L'Ami de Vincent de Pierre Granier-Deferre : Marion
- 1983 Garçon !  de Claude Sautet : Marie-Pierre
- 1984 L'Intrus de Irène Jouannet
- 1986 Descente aux enfers de Francis Girod : Lucette
- 1986 Grand Guignol de Jean Marbœuf : Germaine
- 1990 Un jeu d'enfant de Pascal Kané : Noémie
- 1991 La Dernière Saison de Pierre Beccu : Marthe
- 1991 Les Enfants du vent de Krzystof Rogulski : La femme du maire
- 1996 Les Caprices d'un fleuve de Bernard Giraudeau : La vieille Duchesse
- 1996 Confidences à un inconnu de Georges Bardawil : La mère
- 1997 Rien ne va plus de Claude Chabrol : Dedette
- 1999 À vot'service de Eric Bartonio

televiziune
- 1959 La Caméra explore le temps : La Dernière Nuit de Kœnigsmark de Stellio Lorenzi
- 1959 Les Cinq Dernières Minutes : Poison d'eau douce de Claude Loursais
- 1961 Les Jours Heureux de Arnaud Desjardins
- 1963 Premier Amour de Jean Prat
- 1965 Marie Curie - Une certaine jeune fille de Pierre Badel
- 1971 L'Heure éblouissante de Jeannette Hubert
- 1973 Ma femme et l'enfant de Gérard Gozlan
- 1973 La Belle au bois dormant de Robert Maurice
- 1975 Un changement de saison de Jacques Krier
- 1975 Adios de André Michel
- 1976 François le Champi de Lazare Iglesis
- 1978 Madame le juge : Autopsie d'un témoignage de Philippe Condroyer
- 1978 Kakemono Hôtel de Franck Apprederis
- 1978 Point commun de Olivier Descamps
- 1980 Au théâtre ce soir : L'Amant complaisant de Graham Greene, réalisation Pierre Sabbagh
- 1981 Les Héritiers : La Propriété de Serge Leroy
- 1982 Une faiblesse passagère de Colette Djidou
- 1982 Emmenez-moi au théâtre : Patate de Marcel Achard, réalisation Yves-André Hubert
- 1983 Un manteau de chinchilla de Claude Othnin-Girard
- 1983 Bel Ami de Pierre Cardinal
- 1984 Einstein de Lazare Iglesis
- 1986 À titre posthume de Paul Vecchiali
- 1989 Maria Vandamme de Jacques Ertaud
- 1991 Faux Frère de Vincent Martorana
- 1992 La Mémoire de André Delacroix
- 1993 Maigret : Maigret et l'homme du banc de Étienne Périer
- 2001 Le Bon Fils de Irène Jouannet

## Teatru
- 1962 La Contessa ou la Volupté d'être de Maurice Druon, scenografie Jean Le Poulain, Théâtre de Paris
- 1964 Le Monstre Turquin de Carlo Gozzi, scenografie  André Barsacq, Théâtre de l'Atelier
- 1966 Vacances pour Jessica de Carolyn Green, scenografie  Edmond Tamiz, Théâtre Antoine
- 1967 Bleus, blancs, rouges ou les libertins de Roger Planchon, scenografie de autor, Théâtre de la Cité Villeurbanne, Festival d'Avignon
- 1987 Thomas More ou l'homme seul de Robert Bolt, scenografie  Jean-Luc Tardieu, Espace 44 Nantes